# Żerniki (Gliwice)
Żerniki (deutsch Zernik, 1936–1945 Gröling) ist ein Stadtteil von Gliwice (Gleiwitz). Żerniki liegt im Nordosten von Gliwice.

## Geschichte

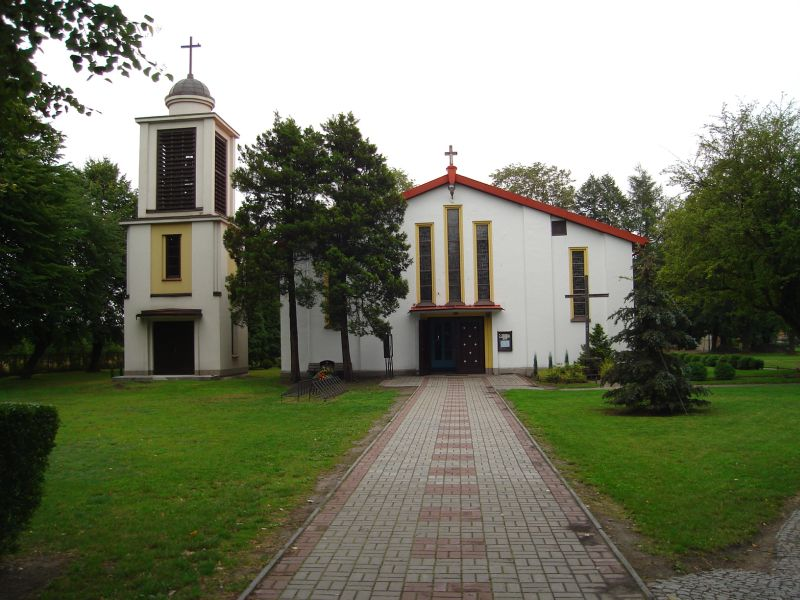
Johannes-Baptist-Kirche

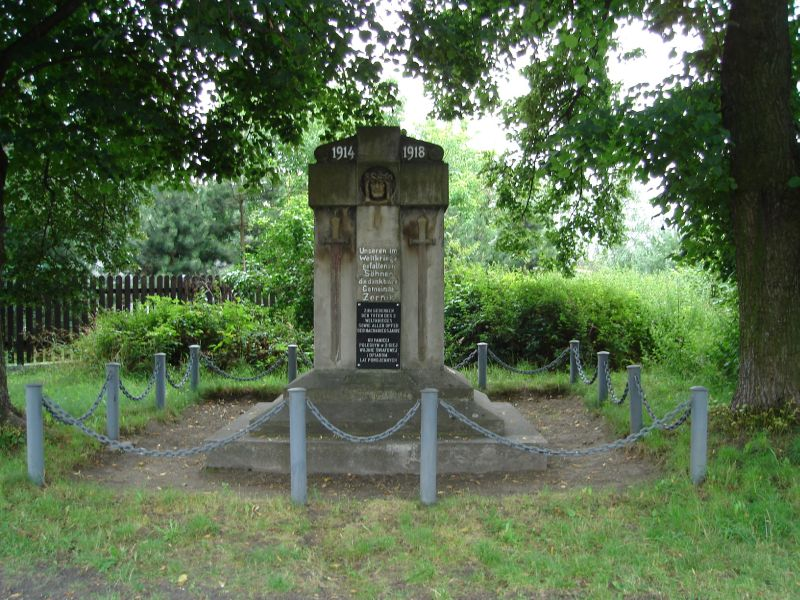
Gefallenendenkmal

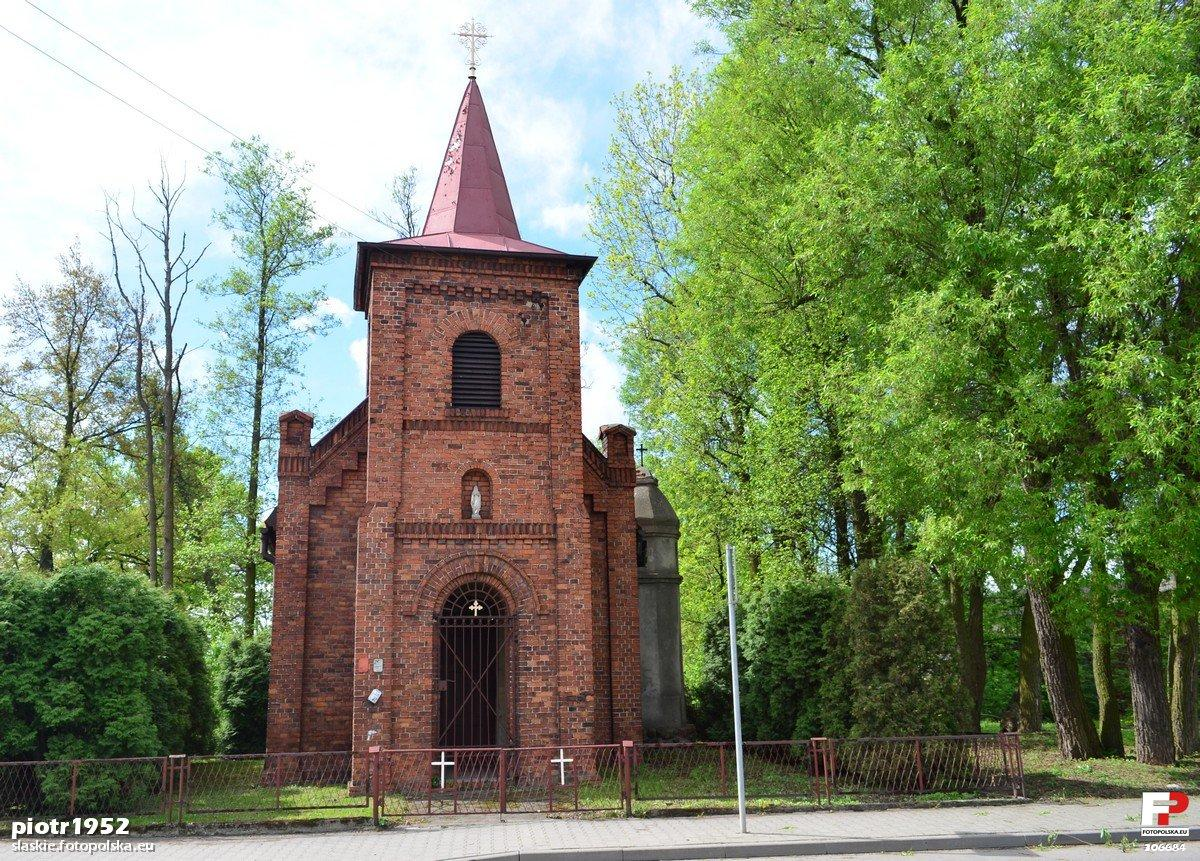
Kapelle

Der Ort entstand spätestens im 13. Jahrhundert und wurde 1297 erstmals urkundlich als Sirnik erwähnt. 1295–1305 wurde der Ort im Liber fundationis episcopatus Vratislaviensis (Zehntregister des Bistums Breslau) urkundlich als „Syrdnik“ erwähnt.
Der Ort wurde 1783 im Buch Beyträge zur Beschreibung von Schlesien als Zernick erwähnt, lag im Landkreis Tost und hatte 181 Einwohner, 15 Bauern und 12 Gärtner. Der Ort bestand aus zwei Anteilen mit je einem Vorwerk. 1818 wurde der Ort als Zernik erwähnt. Seit 1850 gibt es eine katholische  Schule, davor war der Ort nach Schalscha eingeschult. 1865 bestand Zernik aus den zwei Teilen Städtisch Zernik und Zernik von Gröling. Städtisch Zernik hatte zu diesem Zeitpunkt 14 Bauernstellen, vier Gärtner und 32 Häusler. Zernik von Gröling bestand aus einem Dorf und einem Rittergut. Das Rittergut gehörte seit 1861 Victor von Gröling aus Schalscha. Das Dorf hatte vier Bauernstellen, drei Gärtner und drei Häusler.
Bei der Volksabstimmung in Oberschlesien am 20. März 1921 stimmten im Ort 387 Wahlberechtigte für einen Verbleib Oberschlesiens bei Deutschland und 760 für eine Zugehörigkeit zu Polen. Zernik verblieb nach der Teilung Oberschlesiens beim Deutschen Reich. 1927 wurde Zernik vom Landkreis Tost-Gleiwitz nach Gleiwitz eingemeindet. 1936 wurde der Ort im Zuge einer Welle von Ortsumbenennungen der NS-Zeit in Gröling  umbenannt.
1945 kam der bis dahin deutsche Ort unter polnische Verwaltung und wurde anschließend der Woiwodschaft Schlesien angeschlossen und ins polnische Żerniki umbenannt. 1950 kam der Ort zur Woiwodschaft Kattowitz. 1999 kam der Ort zur neuen Woiwodschaft Schlesien.

## Bauwerke und Sehenswürdigkeiten
- Johannes-Baptist-Kirche, eine römisch-katholische Kirche im Stil der Moderne, die 1931 geweiht wurde. 2006 erhielt sie einen Kirchturm mit drei Glocken sowie eine neue Sakristei.
- Evangelische Kapelle
- Gefallenendenkmal, ursprünglich für die Gefallenen des Ersten Weltkriegs, nachträglich wurden die Gefallenen des Zweiten Weltkriegs ergänzt.

## Bildung
- Grundschule Nr. 13